# Condado de Union (Kentucky)
El condado de Union (en inglés: Union County), fundado en 1811, es uno de 120 condados del estado estadounidense de Kentucky. En el año 2010, el condado tenía una población de 4.339.367 habitantes y una densidad poblacional de 17 personas por km². La sede del condado es Morganfield.

## Geografía
Según la Oficina del Censo, el condado tiene un área total de 940 km² (362,9 mi²), de la cual 894 km² (345,2 mi²) es tierra y 47 km² (18,1 mi²) (5.04%) es agua.

### Condados adyacentes
- Condado de Posey, Indiana (norte)
- Condado de Henderson (noreste)
- Condado de Webster (sureste)
- Condado de Crittenden (sur)
- Condado de Hardin, Illinois (oeste)
- Condado de Gallatin, Illinois (noroeste)

## Demografía
Según la Oficina del Censo en 2000, los ingresos medios por hogar en el condado eran de $35,018, y los ingresos medios por familia eran $43,103. Los hombres tenían unos ingresos medios de $30,244 frente a los $20,817 para las mujeres. La renta per cápita para el condado era de $17,465. Alrededor del 17.70% de la población estaban por debajo del umbral de pobreza.

## Localidades
| - Breckinridge Center - Morganfield | - Sturgis - Uniontown | - Waverly - Sullivan |